# GAZ 69
GAZ 69 byl lehký terénní automobil s náhonem na všechna čtyři kola, vyráběný v letech 1953–1972 v bývalém Sovětském svazu. Automobil se stal standardním dopravním prostředkem všech armád Varšavské smlouvy. V Československé lidové armádě nahradil vůz Škoda 1101 VO. GAZ 69/69M byl určen pro přepravu osmi osob a štábní verze GAZ 69A pro přepravu pěti osob. Kromě transportního určení sloužilo vozidlo v ČSLA jako radiovůz, vozidlo chemického průzkumu, sanitní vůz, výsadkářská modifikace a též jako tahač 82mm bezzákluzového kanónu vz. 59.

## Historie
Prototyp vozu GAZ 69, který konstrukčně vycházel z modelu GAZ 67, byl dokončen koncem roku 1948 skupinou techniků pod vedením Grigorije Mojsejeviče Vassermana. Sériová výroba byla zahájena 1. září 1953 v Gorkovském avtomobilnem zavodě (ГАЗ - Горьковский автомобильный завод), kde vydržela až do konce roku 1954, kdy byla přesunuta do Uljanovského UAZ. V Uljanovsku výroba pokračovala od roku 1956 až do prosince 1972, kdy byla nahrazena produkcí vozu UAZ-469. Zde byla také zavedena výroba pětimístného štábního modelu A, který sloužil k přepravě důstojníků. Brány obou továren opustilo celkem 634 285 vozidel typu 69 (UAZ-GAZ-69 - 356 624 ks, UAZ-GAZ-69А - 230 185 ks, UAZ-GAZ-69AM a UAZ-69M - 10 551 ks. Rozdíl v počtu náleží dalším modifikacím).

## Konstrukce
GAZ 69 využíval osvědčeného svařovaného žebřinového rámu, který nesl kovovou karoserii krytou plachtou. Základní transportní model 69 měl pár dveří a zadní sklopnou stěnu. Uvezl buď 8 mužů, nebo 2 muže a 500 kg nákladu. Štábní model 69A disponoval čtvero dveřmi (pár na jedné straně byl zaměnitelný), pěti místy a možností přidat 50 kg nákladu. Drtivá většina dílů byla pro oba typy společná. Čtyřválcový motor GAZ s rozvodem SV a zdvihovým objemem 2120 cm³ poháněl přes třístupňovou převodovku a dvoustupňovou přídavnou redukční převodovku zadní, nebo všechna kola. Spotřeba benzínu uváděná výrobcem byla 14 l/100 km při náhonu 4×2.
Zvláštní konstrukci, která vycházela z obojživelného válečného Ford GPA, měl model GAZ 69 MAV. Oproti terénní verzi měl navíc rozvodovku pohánějící třílistou vrtuli pro pohon ve vodě a čerpadlo vody vnikající do vany karosérie. Auto bylo ve vodě řízeno kormidlem spřaženým s volantem.

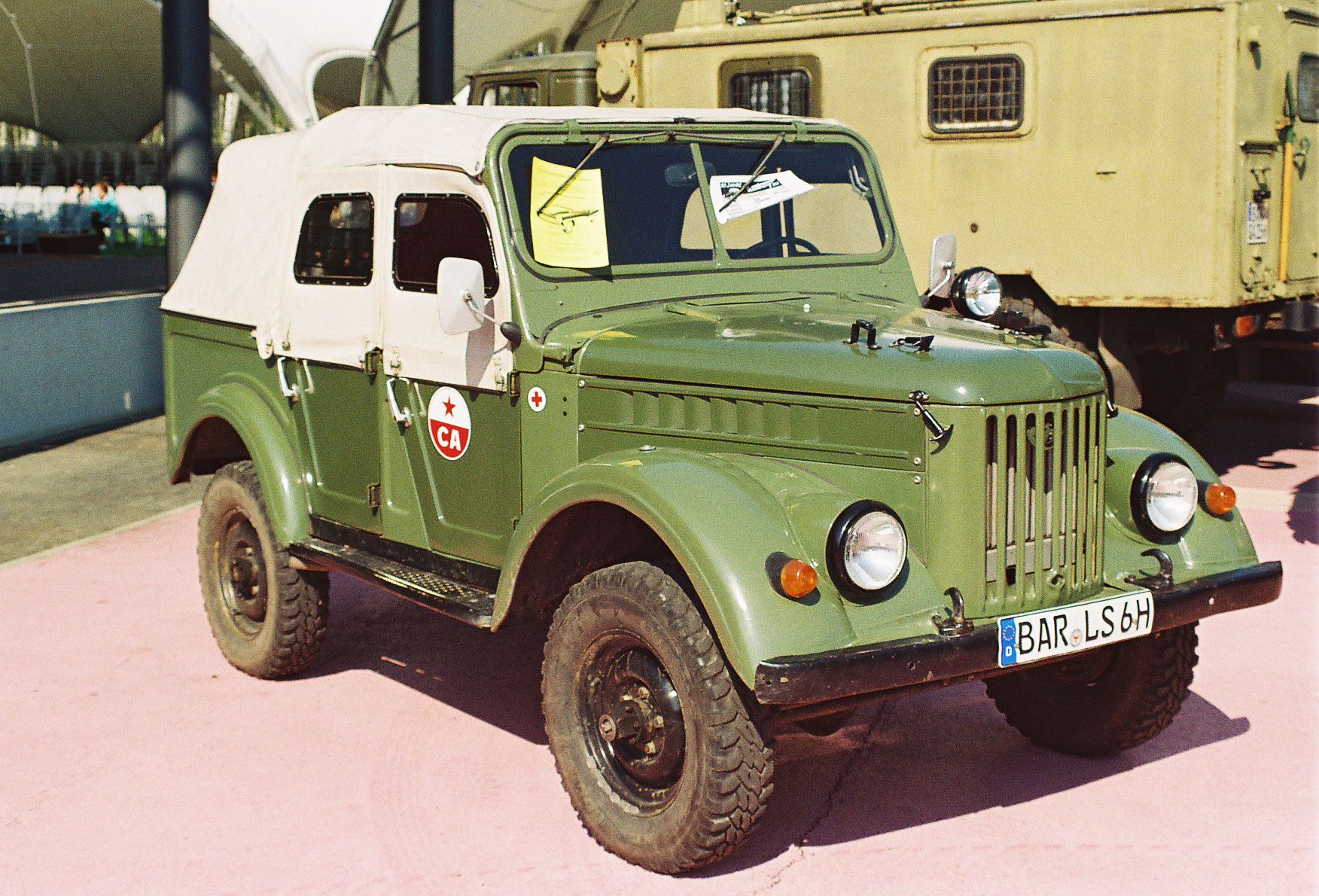
GAZ 69
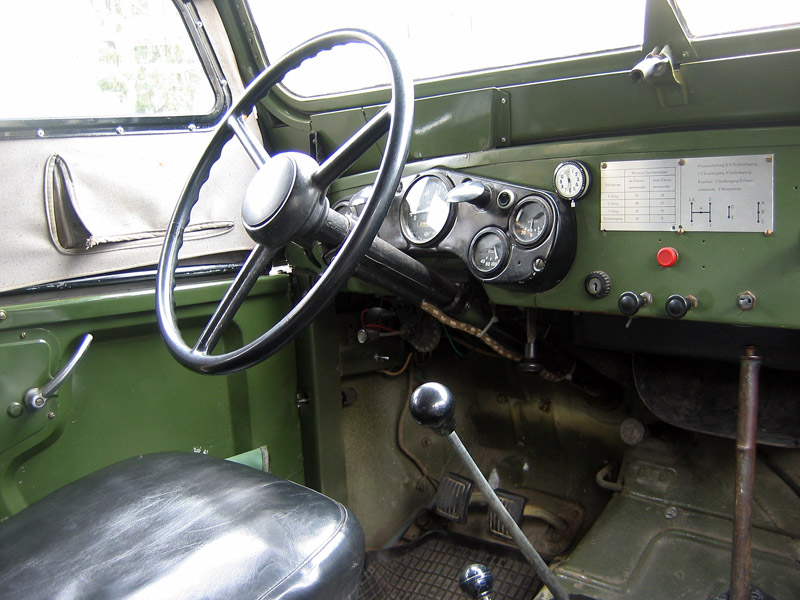
Interiér vozu
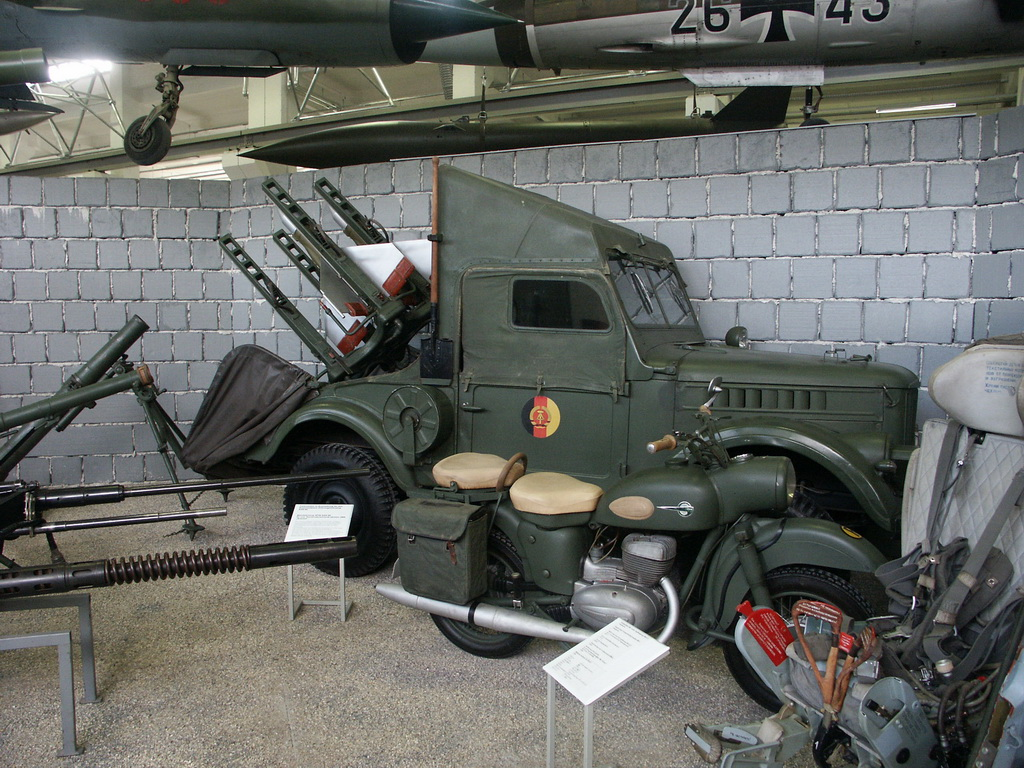
Systém 3M6 Šmel na voze GAZ-69
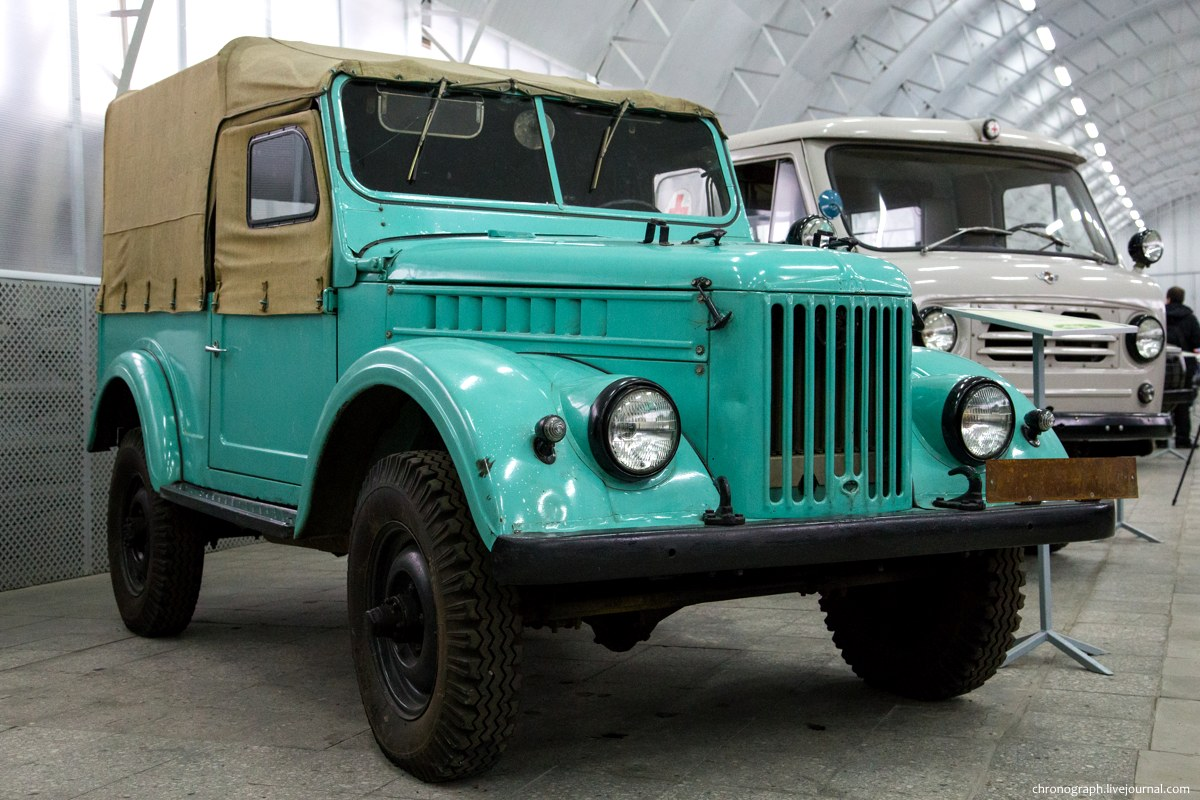
GAZ z produkce továrny UAZ
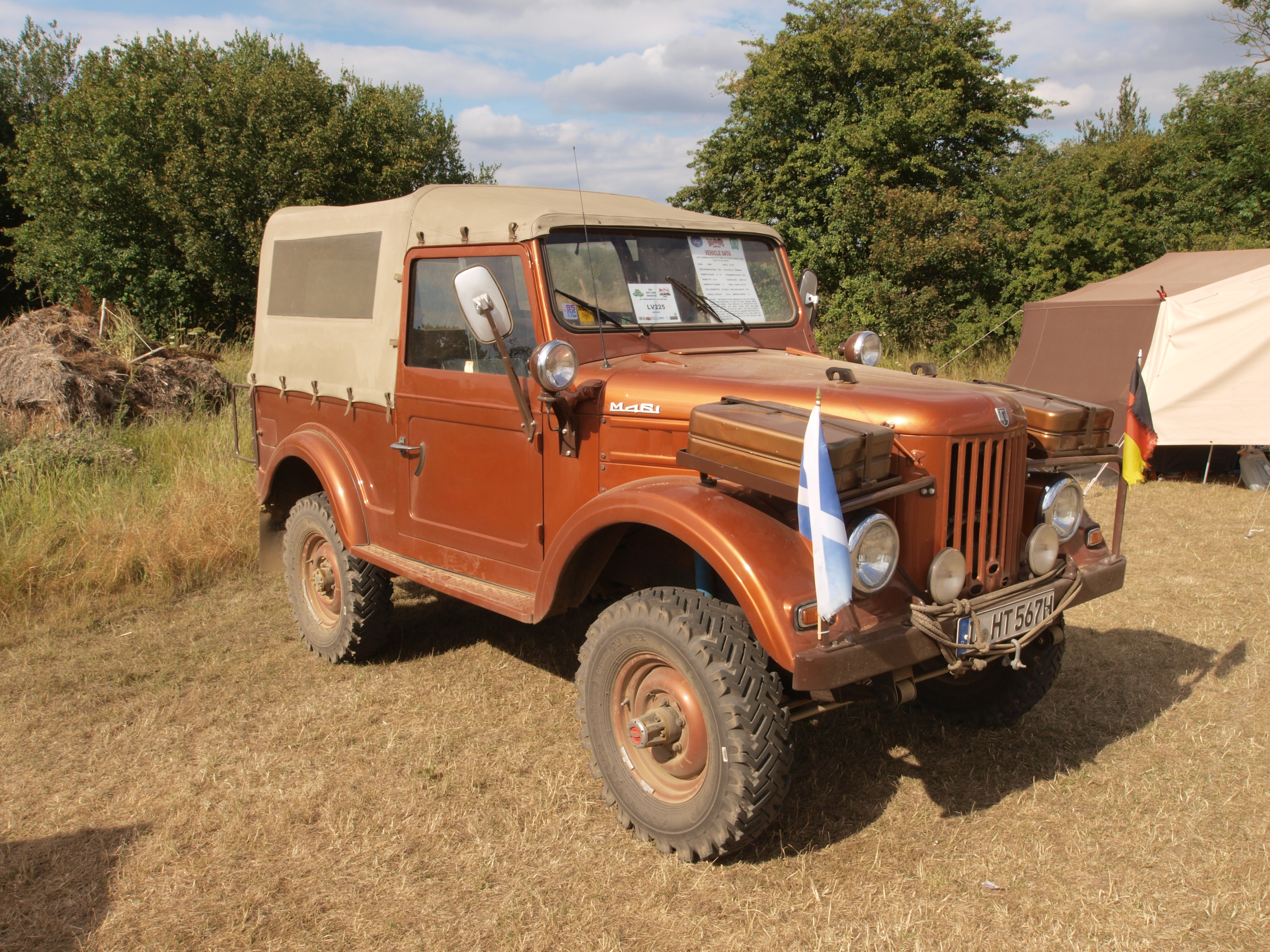
Rumunská licenční verze ARO M461
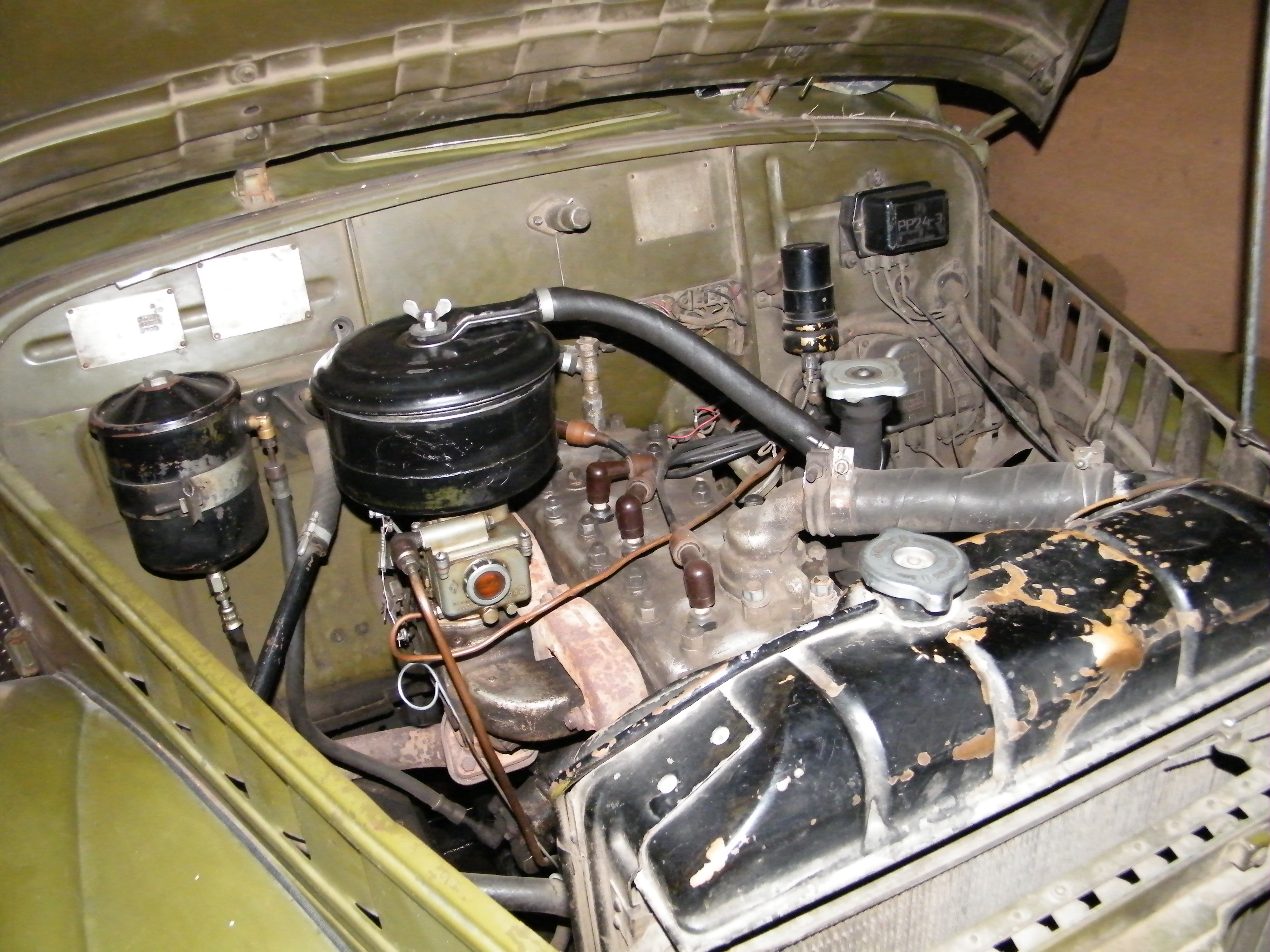
Motorový prostor

## Technické parametry
| Délka                       | 3850 mm                                          |
| Šířka bez náhradního kola   | 1750 mm                                          |
| Výška                       | 2030 mm                                          |
| Rozvor                      | 2300 mm                                          |
| Přední úhel náběhu          | 45                                               |
| Zadní úhel náběhu           | 35                                               |
| Celková hmotnost            | 1525 kg                                          |
| Nejvyšší rychlost           | 90 km/h                                          |
| Max. výkon při 3600 ot./min | 55 HP                                            |
| Max. kroutící moment        | 12,7 kgm                                         |
| Počet válců                 | 4                                                |
| Zdvihový objem motoru       | 2,12 l                                           |
| Převodovka                  | tři stupně vpřed, jeden vzad                     |
| Převody                     | 1 - 3,115 2 - 1,772 3 - 1,00 zpětný chod - 3,738 |
|                             |                                                  |
| Benzínová palivová nádrž    | 48l hlavní 27l přídavná                          |